# A Est di Bucarest
A Est di Bucarest (A Fost sau n-a fost?) è un film del 2006 diretto da Corneliu Porumboiu.
Presentato al 59º Festival di Cannes nella sezione Quinzaine des Réalisateurs, ha vinto la Caméra d'or. È stato candidato in molti altri premi internazionali e ha ottenuto diversi riconoscimenti, tra cui miglior film, regia e sceneggiatura al Copenhagen International Film Festival.

## Trama
Vaslui, Romania orientale. Qualche anno dopo la caduta del regime comunista alcuni abitanti di una città discutono su come celebrare l'anniversario dell'avvenimento. Decidono quindi organizzare una trasmissione televisiva in un'emittente locale e fare un talk show celebrativo, facendo intervenire le persone telefonicamente.
Allora Virgil Jderescu, direttore della locale emittente televisiva, vuole organizza veramente un talk-show in diretta per rispondere ad una semplice domanda: c'è stata davvero una rivoluzione in questa città? La gente è scesa in piazza prima o dopo la fuga e quindi la caduta di Ceausescu? Perché se sono scesi in piazza dopo, allora non si tratta di Rivoluzione ma di semplici festeggiamenti.
Ma i due ospiti attesi declinano l'impegno, forse perché l'argomento si presenta più spinoso di quanto pensi Jderescu. Ma lui riesce ad ovviare a quelle assenze ed invita altre due persone. Il primo è Tiberiu Manescu, un professore beone e squattrinato che si è sempre vantato di essere stato il primo in città a sfidare gli uomini del dittatore. L'altro ospite è Emanoil Piscoci, un vecchietto rigoroso e paranoico che a quell'epoca usava travestirsi da Babbo Natale per i bambini.
Inizia la trasmissione e il professor Manescu espone, in modo borioso, la sua esperienza di rivoluzionario, ma subito due telespettatori chiamano in diretta smentendo la sua presenza in piazza quel giorno e accusandolo di parlare sotto l'effetto dell'alcool, senza tuttavia avere prove che Manescu menta davvero. Il pacato confronto comincia a diventare imbarazzante quando Manescu, innervosito, comincia a spiattellare le magagne di alcuni "notabili" del posto, compreso lo stesso editore/presentatore Virgil Jderescu che pare non sia un giornalista ma un ingegnere tessile prestato alle televisioni. Il talk-show, inizialmente buonista e formale, prende una piega grottesca e scurrile, visto che pure l'anziano Piscoci, fino a quel momento silenzioso, pretende di fare il "filosofo" della situazione e comincia a dire idiozie a raffica.

## Commento
Il giovane regista riesce a focalizzare lo spirito riflessivo dello spettatore sull'anima dei popoli latini (sia pure est europei). La rivoluzione rumena del '89 in realtà ha avuto ben poco di rivoluzionario: Virgil Jderescu è sempre lo stesso ingegnere insoddisfatto e malpagato col pallino della televisione; Tiberiu Manescu è lo stesso fallito di prima della rivoluzione; Emanoil Piscoci si traveste ancora da Babbo Natale per sentirsi meno solo; la città ha lo stesso triste ed anonimo aspetto di 16 anni fa; i "notabili" del posto sono sempre gli stessi lestofanti di allora, adesso negano di essere stati "Securisti", ma comandano sempre loro. Se la rivoluzione ha la faccia di Tiberiu Manescu, allora è meglio chiamare in diretta e dire che è stato tutto un bluff.

## Riconoscimenti
- Caméra d'or al Festival di Cannes 2006
- Premio "Gobbo d'oro" al Miglior Film al Bobbio Film Festival 2006